# Amtsgericht Bretten

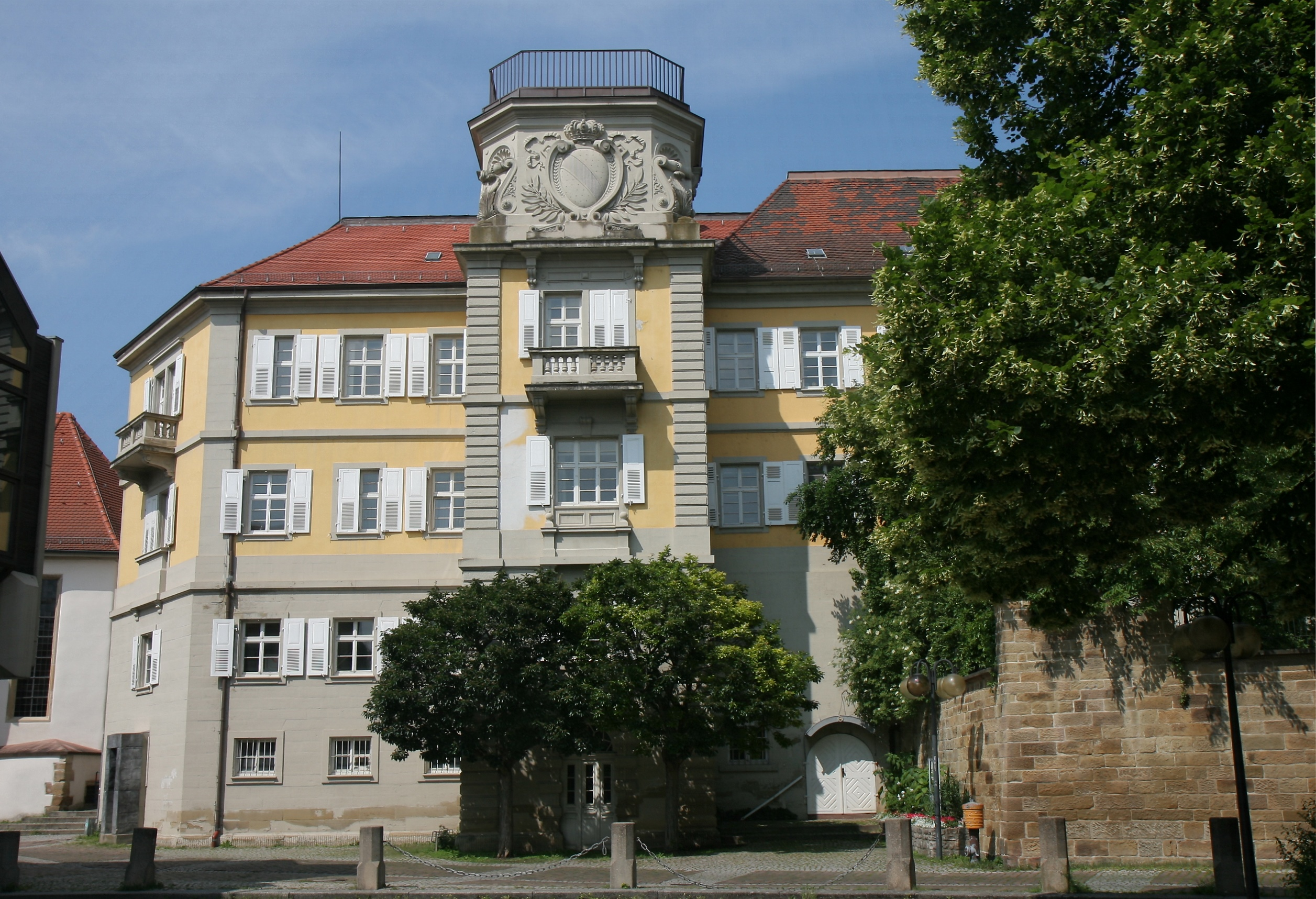
Gerichtsgebäude

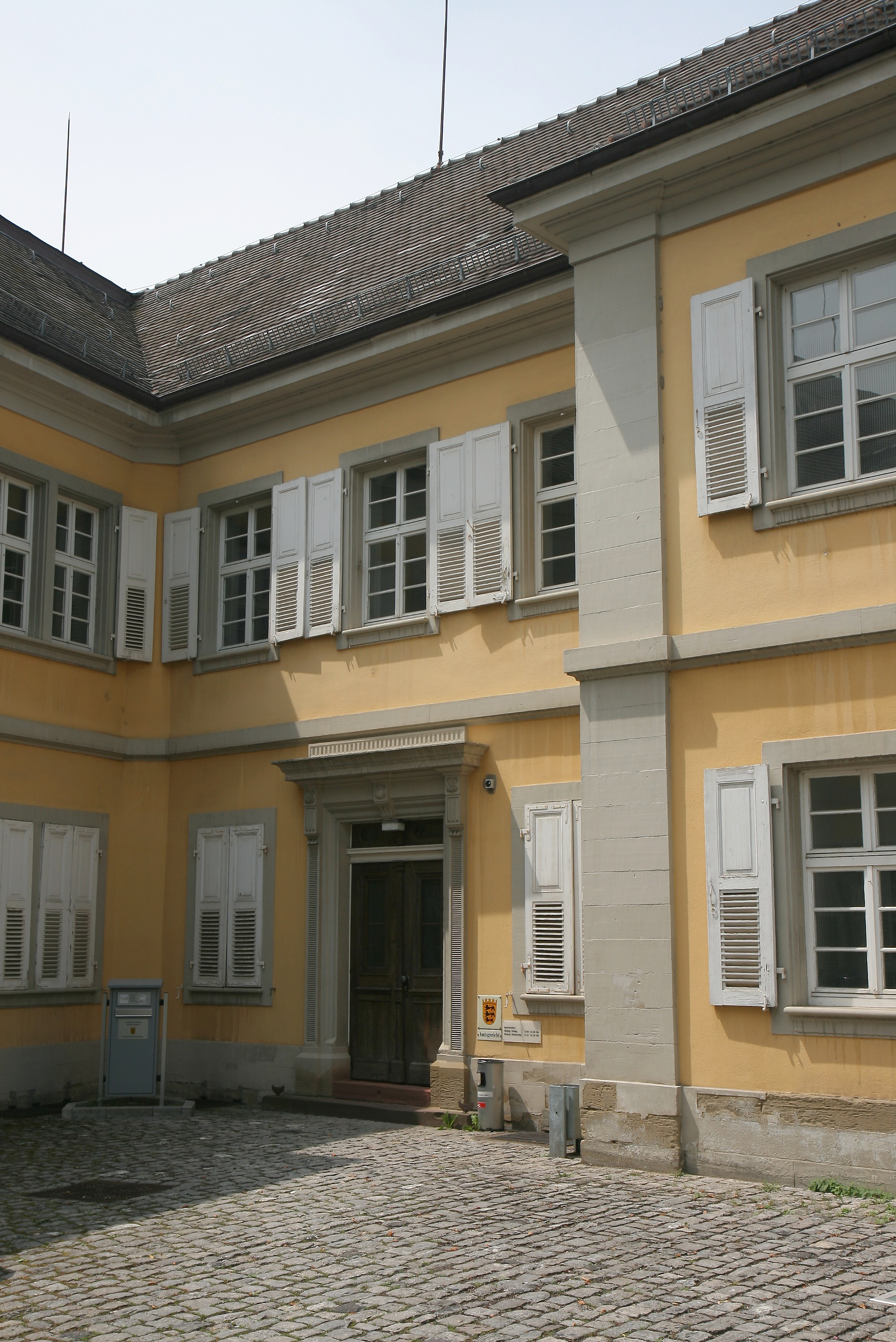
Eingangsbereich

Das Amtsgericht Bretten ist ein Gericht der ordentlichen Gerichtsbarkeit und eines von acht Amtsgerichten (AG) im Bezirk des Landgerichts Karlsruhe.

## Gerichtssitz und -bezirk
Sitz des Gerichts ist die Große Kreisstadt Bretten im Kraichgau. Der 161 km² große Gerichtsbezirk umfasst das Gebiet der Stadt Bretten sowie das der Gemeinden Gondelsheim, Kürnbach, Oberderdingen, Sulzfeld und Zaisenhausen mit mehr als 50.000 Einwohnern.
Die Zwangsversteigerungs- und Zwangsverwaltungsverfahren sowie die Familiensachen aus dem Bezirk des Amtsgerichts Bretten sind dem Amtsgericht Bruchsal übertragen. Die Aufgaben des Insolvenzgerichts nimmt das Amtsgericht Karlsruhe wahr. Mahnverfahren bearbeitet das Amtsgericht Stuttgart als Zentrales Mahngericht.

## Gebäude
Das Gericht ist im Gebäude Obere Kirchgasse 9 untergebracht. Dabei handelt es sich um einen für das Amtsgericht im Jahre 1887/1888 errichteten Anbau an das alte Amtshaus. 

## Übergeordnete Gerichte
Dem Amtsgericht Bretten ist das Landgericht Karlsruhe übergeordnet. Zuständiges Oberlandesgericht ist das Oberlandesgericht Karlsruhe.